# Groupement IV/2 de Gendarmerie mobile
Le groupement IV/2 de Gendarmerie mobile (GGM IV/2) fait partie de la Région de Gendarmerie de Bordeaux. Son état-major est implanté dans la caserne chef d'escadron JOUAN de Limoges (Haute-Vienne).
Créé en juillet 2000 à la suite de la dissolution des groupements II/4 et III/4, il comporte 6 escadrons de Nouvelle-Aquitaine.
À la suite de la dissolution du groupement  I/2 en août 2012, l'escadron 14/2 de Périgueux est placé sous le commandement du GGM IV/2.

## Implantation des unités
- Haute-Vienne (87)
  - EGM 41/2 à Limoges
  - EGM 44/2 à Bellac
- Creuse (23)
  - EGM 42/2 à Guéret
- Corrèze (19)
  - EGM 43/2 à Ussel

| \| 250 km1:11 932 000 Groupement Escadron(s) \| |
| 250 km1:11 932 000 Groupement Escadron(s)       |

- Vienne (86)
  - EGM 46/2 à Châtellerault
- Dordogne (24)
  - EGM 47/2 à Périgueux (était l'EGM 14/2 avant dissolution du groupement I/2 en août 2012)

### Dissolution
- EGM 45/2 à Niort dissous en septembre 2011[2].

## Appellation
(en cours de modification)
- Groupement IV/2 de Gendarmerie Mobile (depuis 1er janvier 1991)